# Phạm Trung Tuấn
Phạm Trung Tuấn (sinh năm 1965) là Thẩm phán Tòa án nhân dân tối cao Việt Nam. Ông hiện giữ chức vụ Chánh án Tòa án nhân dân tỉnh Đồng Tháp. Ông nguyên là Chánh tòa Tòa kinh tế Tòa án nhân dân cấp cao tại Thành phố Hồ Chí Minh. Ông là Đảng viên Đảng Cộng sản Việt Nam.

## Tiểu sử
Phạm Trung Tuấn sinh ngày 18 tháng 3 năm 1965.
Ngày 3 tháng 9 năm 2014, Phạm Trung Tuấn được Chánh án Tòa án nhân dân tối cao Việt Nam Trương Hòa Bình bổ nhiệm giữ chức vụ Phó Hiệu trưởng Trường Cán bộ Tòa án, công tác tại Cơ quan Thường trực Tòa án nhân dân tối cao phía Nam. Lúc này ông đang là Thẩm phán Tòa án nhân dân tối cao công tác tại Cơ quan Thường trực Tòa án nhân dân tối cao phía Nam.
Ngày 7 tháng 9 năm 2015, Phạm Trung Tuấn được bổ nhiệm giữ chức vụ Chánh tòa Tòa Kinh tế Tòa án nhân dân cấp cao tại Thành phố Hồ Chí Minh.
Tháng 12 năm 2016, ông cùng với hai thẩm phán khác là Huỳnh Thanh Duyên và Đặng Quốc Khởi là hội đồng xét xử phúc thẩm Đại án Phạm Công Danh.
Ngày 14 tháng 9 năm 2017, Phạm Trung Tuấn được bầu làm Bí thư Chi bộ Đảng Cộng sản Việt Nam tại Tòa Dân sự - Tòa Kinh tế Tòa án nhân dân cấp cao tại Thành phố Hồ Chí Minh nhiệm kì 2017-2020.
Ngày 13 tháng 2 năm 2020, ông được điều động bổ nhiệm giữ chức vụ Chánh án Tòa án nhân dân tỉnh Đồng Tháp nhiệm kì 5 năm từ ngày này thay cho ông Nguyễn Thành Thơ bị kỉ luật.